# 末日巨塔
是劳伦斯·莱特在2006年创作的非虚构小说类书籍。这是对“基地组织”激进武装组织的形成、数次恐怖袭击的背景和后续调查以及导致九一一袭击事件的各项事件的历史回顾。2007年，莱特因该作品而获得普利策非小说奖。由本作改编的10集迷你剧于2018年在Hulu播出。